# Gmina związkowa Enkenbach-Alsenborn
Gmina związkowa Enkenbach-Alsenborn (niem. Verbandsgemeinde Enkenbach-Alsenborn) – gmina związkowa w Niemczech, w kraju związkowym Nadrenia-Palatynat, w powiecie Kaiserslautern. Siedziba gminy związkowej znajduje się w miejscowości Enkenbach-Alsenborn. Powstała 1 lipca 2014 z połączenia gminy związkowej Hochspeyer z gminą związkową Enkenbach-Alsenborn.

## Podział administracyjny
Gmina związkowa zrzesza osiem gmin wiejskich:
1. Enkenbach-Alsenborn
2. Fischbach
3. Frankenstein
4. Hochspeyer
5. Mehlingen
6. Neuhemsbach
7. Sembach
8. Waldleiningen